# Anton Lengauer-Stockner
Anton Lengauer-Stockner (* 18. November 1961 in Schwoich, Tirol) ist ein ehemaliger österreichischer Biathlet.

## Leben
Lengauer-Stockner trat für den Verein Skiverein Schwoich an. Er startete bei den Olympischen Spielen 1988 in Calgary.
Bei den Weltmeisterschaften 1989 in Feistritz an der Drau kam er mit Bruno Hofstätter und Egon Leitner im Mannschaftswettkampf auf den siebten Platz.